# 岩井奉信
岩井 奉信（いわい ともあき、1950年8月10日 - ）は、日本の政治学者。専門は、政治学、現代日本政治、立法過程に関する研究。日本大学名誉教授。武蔵野大学客員教授・21世紀臨調委員・社会経済生産性本部評議員・政策研究フォーラム理事・BS日本番組審議会委員を歴任。

## 来歴
東京都出身。成蹊中学校・高等学校を経て、1976年（昭和51年）日本大学法学部法律学科卒業。1981年（昭和56年）慶應義塾大学大学院法学研究科政治学専攻博士課程修了。
1981年慶應義塾大学新聞研究所非常勤講師、1983年常磐大学人間科学部専任講師、1987年常磐大学人間科学部助教授を経て、1992年（平成4年）常磐大学人間科学部教授。同年、社会経済生産性本部評議員。2000年（平成12年）から日本大学法学部政治経済学科教授。武蔵野大学客員教授、早稲田大学客員講師、宇都宮大学講師を兼任した。2021年、日本大学名誉教授。

## 人物
- 日本テレビ系ウェークアップ!ぷらす、テレビ朝日「報道ステーション」などの番組にコメンテーターとして出演歴がある。
- 鉄道好きでテレビメディア出演時は鉄道バッジを付けている。その原点は近鉄特急の魅力にはまったことであり、今でも暇さえあれば乗りにいくという[4]。
- 政治改革推進協議会の委員として政治改革に従事、茨城・高知・神奈川県などの職員・議員研修を担当。参議院改革のための有識者会議委員もつとめる。
- 日本大学法学部のゼミナール出身者に川松真一朗（テレビ朝日アナウンサー）、立川拳太（KKB鹿児島放送アナウンサー）がいる。

## 所属学会
- Japan Election Studies Association （国内）
- American Political Science Association （国外）
- Japan political Science Association （国内）
- 日本選挙学会 （理事 、1998年-2000年 、国内）
- アメリカ政治学会 （国外）
- 日本政治学会 （理事 、2000年-2002年 、国内）

## 著書

### 単著
- 『立法過程』（東京大学出版会, 1988年）
- 『「政治資金」の研究 ― 利益誘導の日本的政治風土』（日本経済新聞社, 1990年）

### 共著
- （猪口孝）『「族議員」の研究――自民党政権を牛耳る主役たち』（日本経済新聞社, 1987年）
- （黒川貢三郎・杉山逸男）『教養政治学』（南窓社, 1990年／改訂版, 1997年）
- （猪口孝・岩崎美紀子・田中愛治・河野勝・猪口邦子）『政治学のすすめ』（筑摩書房, 1996年）
- （佐々木毅）『政治改革1800日の真実』（講談社, 1999年）
- （鳥越俊太郎・八木秀次・御厨貴・小林節）『石原「総理」の危うさ やらせてみたい。でも…… 』（小学館[小学館文庫], 2003年）
- （岩崎正洋)『日本政治とカウンター・デモクラシー』(勁草書房, 2017年)